# منتخب مدغشقر لكأس فيد
منتخب مدغشقر لكأس فيد هو ممثل مدغشقر الرسمي في كرة المضرب في كأس فيد
.